# Centro de Documentación y Museo de las Artes Escénicas del Instituto del Teatro
El Centro de Documentación y Museo de las Artes Escénicas del Instituto del Teatro (MAE) (en catalán: Centre de Documentació i Museu de les Arts Escèniques) es una institución museística de Barcelona, que pertenece al Instituto del Teatro y que está especializada en teatro, danza, ópera, zarzuela, variedades, magia, circo y manifestaciones parateatrals. Dispone de uno de los fondos bibliográficos y documentales más importantes de Europa. Entre sus colecciones destacan las de ámbito catalán y del Siglo de Oro español. También dispone otras colecciones notables (carteles y programas de mano, fotografías, teatrinos, esbozos escenográficos y figurinismo) que se difunden a través de un pequeño espacio expositivo permanente, mediante el catálogo virtual Escena Digital y potenciando las exposiciones temporales. El Centro de Documentación y Museo de las Artes Escénicas reúne un archivo, un museo y dispone de tres bibliotecas: una en Barcelona, otra en Tarrasa y una tercera en Vich. Durante 2011 las visitaron un total de 15.330 personas.
El museo es miembro de SIBMAS (Société Internationale des Bibliothéques et des Musées des Artes du Spectacle), ENICPA (European Network of Information Centres of the Performing Arts) y participa en el Proyecto Europeo ECLAP . En el ámbito catalán, participa en diferentes proyectos del Consorcio de Bibliotecas Universitarias de Cataluña y al proyecto PRAEC (Proyecto de Investigación sobre las Artes Escénicas Catalanas).
El MAE participa en la Noche de los Museos desde el año 2013 organizando visitas guiadas a su fondo, actividades para niños y jóvenes, talleres e instalaciones especiales para la ocasión. En la edición de 2015 recibió un total de 2450 visitantes.
En julio de 2016 el MAE inició el proyecto de crowdsourcing llamado Te'n recordes? (¿Te acuerdas?) que se basa en documentar e identificar a los artistas en fotografías desde finales del siglo XIX hasta la actualidad. En él se busca la especial colaboración de profesionales, aficionados, críticos del mundo del espectáculo y de los espectadores entre otros. Posteriormente se han añadido al proyecto objetos de las tipologías de escenografía, figurinismo y arte.

## Historia
Los orígenes del museo se deben a Marc Jesús Bertran, crítico teatral y musical, quien ideó un Museo del Teatro el 1912 y presentó un proyecto a la Ayuntamiento de Barcelona y la Mancomunidad en 1912. Sin obtener permiso de las instituciones, Bertran ya empezó por su cuenta a recoger objetos y documentos relacionados con el mundo de las artes escénicas. Un año más tarde, en 1913, se creó la Escuela Catalana de Arte Dramático (ECAD), fundada en el marco de la política cultural impulsada por la Diputación de Barcelona presidida por Enric Prat de la Riba.
Diez años más tarde, el Ayuntamiento de Barcelona aprobó el proyecto y creó el 'Museo del Teatro, la Danza y la Música, nombrando primer director a Bertran, cediéndole un espacio en Palacio de las Bellas Artes
Tras varias conversaciones con Adrià Gual, entonces director de la ECAD -la que sería la semilla del actual Instituto del Teatro - Bertran propuso al Ayuntamiento la adscripción del Museo a la escuela, propuesta que se formalizaría en 1923, pero no duraría demasiado. Bertran y su Museo salieron de la Escuela en varias ocasiones hasta que en el año 1934, muerto ya Bertran, el Museo se integró de forma definitiva en el Instituto.
En 1936 se inauguró un espacio de exposición permanente en la Casa de la Misericordia de la calle Elisabets de Barcelona, que estuvo en activo hasta 1945, cuando se trasladó, junto con la Biblioteca histórica, al Palau Güell, quedando en la Casa de la Misericordia la que fue llamada Biblioteca escolar al servicio de alumnos y profesores.
Durante aquellos años tanto el museo como la Biblioteca fueron incrementado sus fondos a base de todo tipo de legados y donativos. Ingresaron miles de piezas documentales, como manuscritos inéditos, bocetos escenográficos, fotografías, carteles, programas de mano y figurines, entre otros. Cabe destacar la incorporación, en 1968, de la biblioteca y el fondo documental de Artur Sedó (1881-1965), un bibliófilo y empresario catalán proveniente del mundo del textil. Este fondo, con más de 90.000 títulos, hizo que el museo se convirtiera en uno de los centros más importantes de Europa en cuanto a fondos bibliográficos teatrales, donde destacaban especialmente el fondo de teatro catalán de finales del siglo XIX e inicios del XX y de teatro del siglo de oro español.

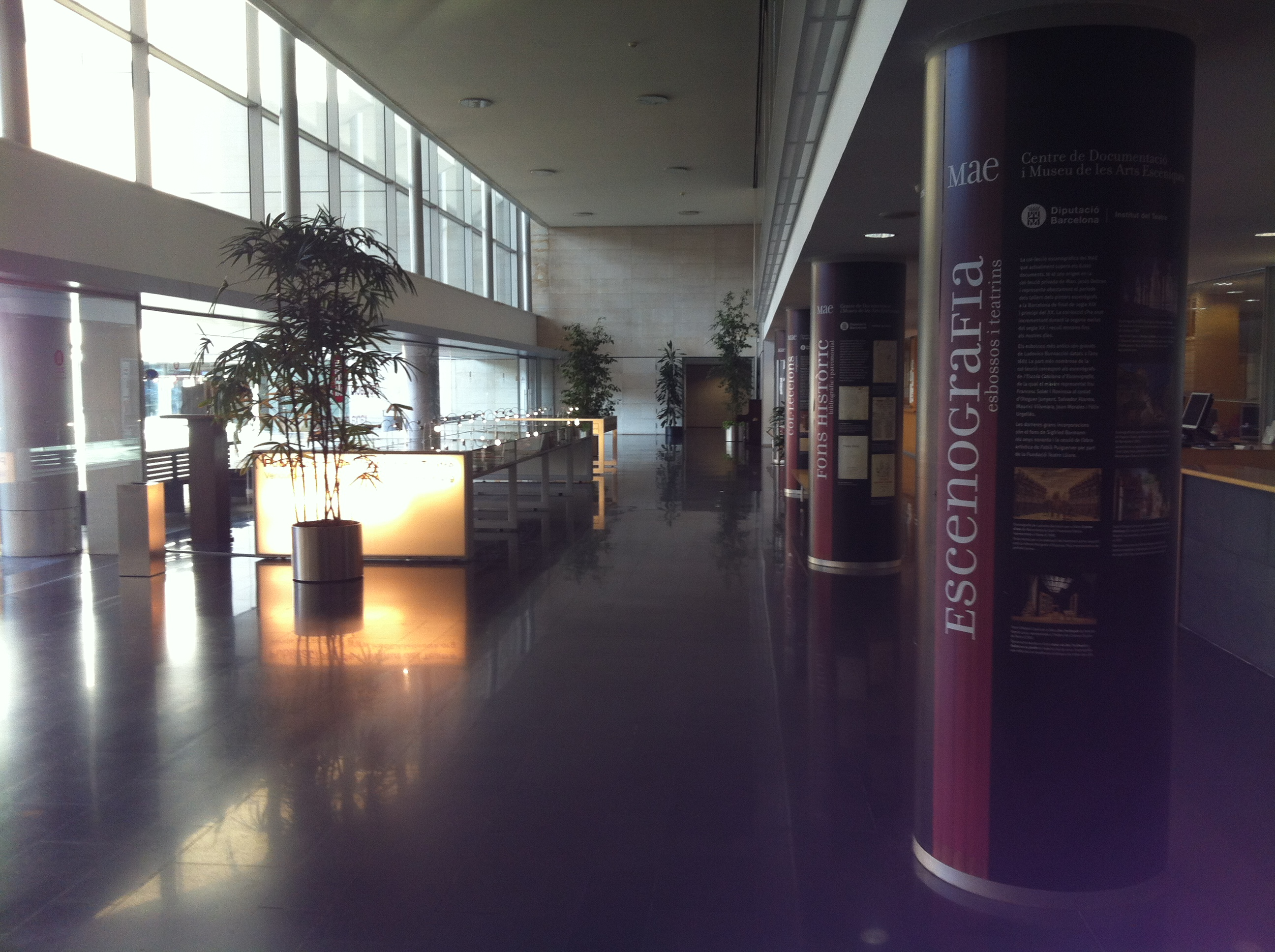
Exposición en el hall del Instituto del Teatro

Más adelante, a partir de 1970, bajo la dirección de Xavier Fàbregas, se planteó la idea de crear un Centro de Documentación, con la intención de fusionar biblioteca y museo en una única institución operativa. Una vez creado, se centró en catalogar y documentar la multitud de fondos que se fueron incorporando a la colección. También apoyó campañas de divulgación de la cultura escénica: organizó conferencias, exposiciones, premios teatrales y otras actividades. En 1975 la Biblioteca-Museo adoptó el nombre oficial de Centro de Estudios y Documentación de las Artes del Espectáculo y la Comunicación (CEDAEC), y más adelante lo volvió a cambiar por Centro de Documentación del Instituto del Teatro (CDIT).
A finales de los años 90 se iniciaron unas obras de remodelación del Palacio Güell, que con el tiempo hicieron que el entonces llamado CDIT debiera trasladarse, en 1996, a una nueva sede en la calle Almogàvers, en el barrio del Poblenou, mientras se construía la que debía ser la sede definitiva en Montjuïc (Barcelona). En ese periodo los fondos no eran accesibles al público. Mientras tanto, la biblioteca escolar había ido creciendo, primero en la calle Elisabets y más tarde en la calle San Pedro más bajo, y ya contaba con 10.000 volúmenes.
En el año 2000 se inauguró el nuevo edificio, donde se juntaron el Museo, la Biblioteca histórica y la Biblioteca docente, adoptando la actual denominación: Centro de Documentación y Museo de las Artes Escénicas (MAE). Desde entonces el museo se ha centrado en documentar los fondos e iniciar su digitalización. En 2010 había más de 20.000 imágenes disponibles en Escena Digital, su base de datos.
En marzo de 2011 se firmó un acuerdo entre el Ayuntamiento de Barcelona y la Diputación de Barcelona por el cual el Ayuntamiento cedería el edificio de la Casa de la Prensa, obra del arquitecto Pere Domènech i Roura, construido para la exposición Internacional de 1929 para instalar allí la exposición permanente del museo. Un año después, en agosto de 2012, la coordinadora de Cultura de la Diputación de Barcelona, Rosa Serra, dijo que se paralizaba el proyecto "por prudencia". En 2015 se anunció que se estudiará la reforma del Teatro Arnau, de titularidad municipal, para situar el museo, incorporando los archivos y piezas históricas del Instituto del Teatro.

Antiguas sedes del museo
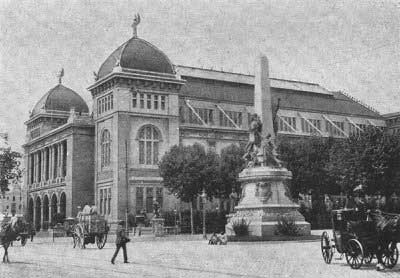
Palacio de Bellas Artes (1923-1936)
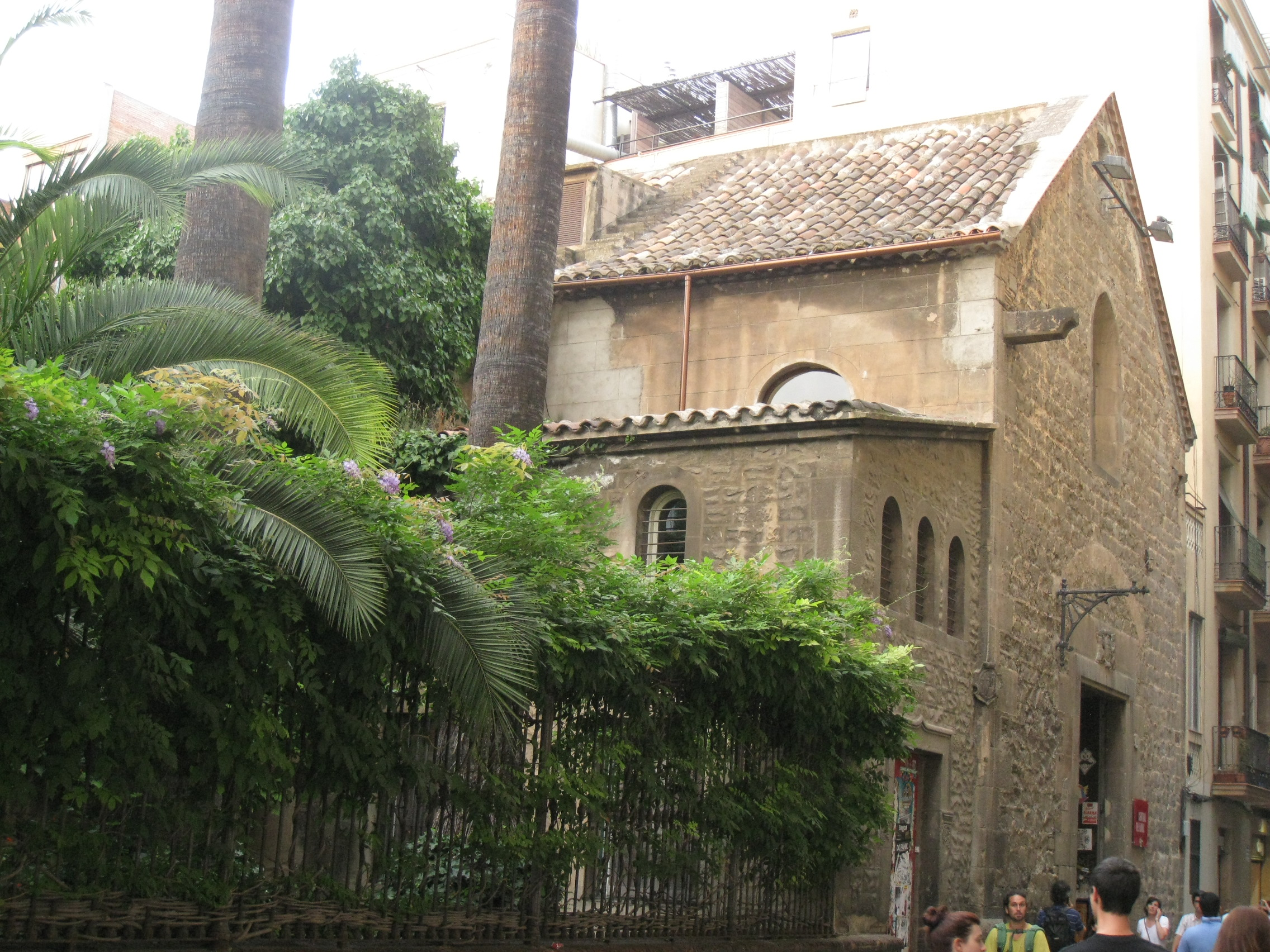
Casa de la Misericordia (1940-1954)
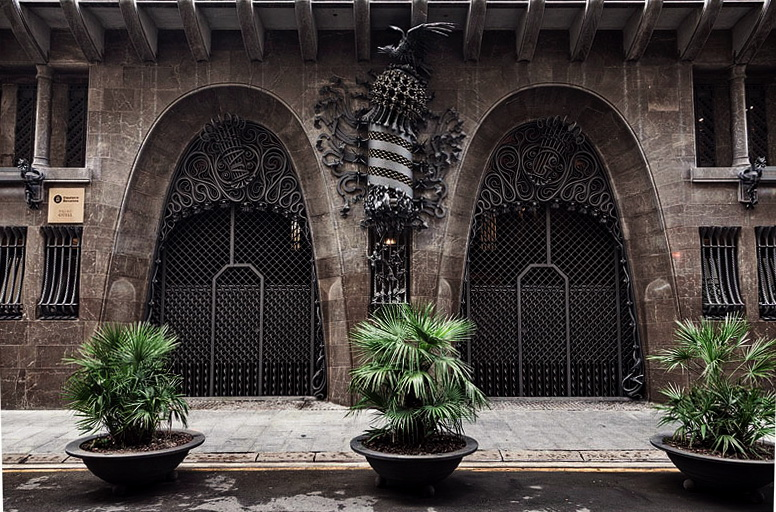
Palacio Güell (1954-1996)
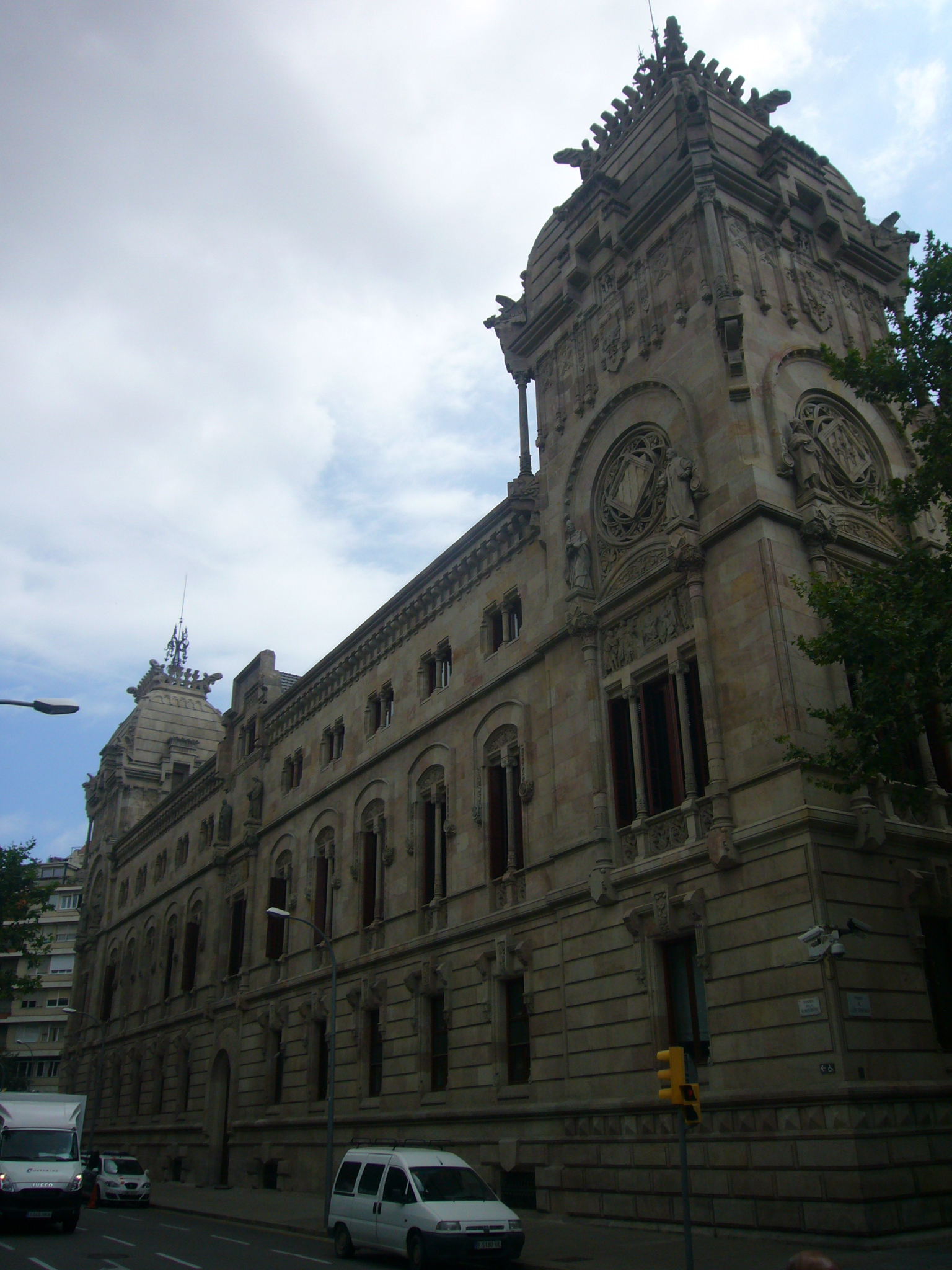
Magatzem del Carrer almogàvers (1996-2000)
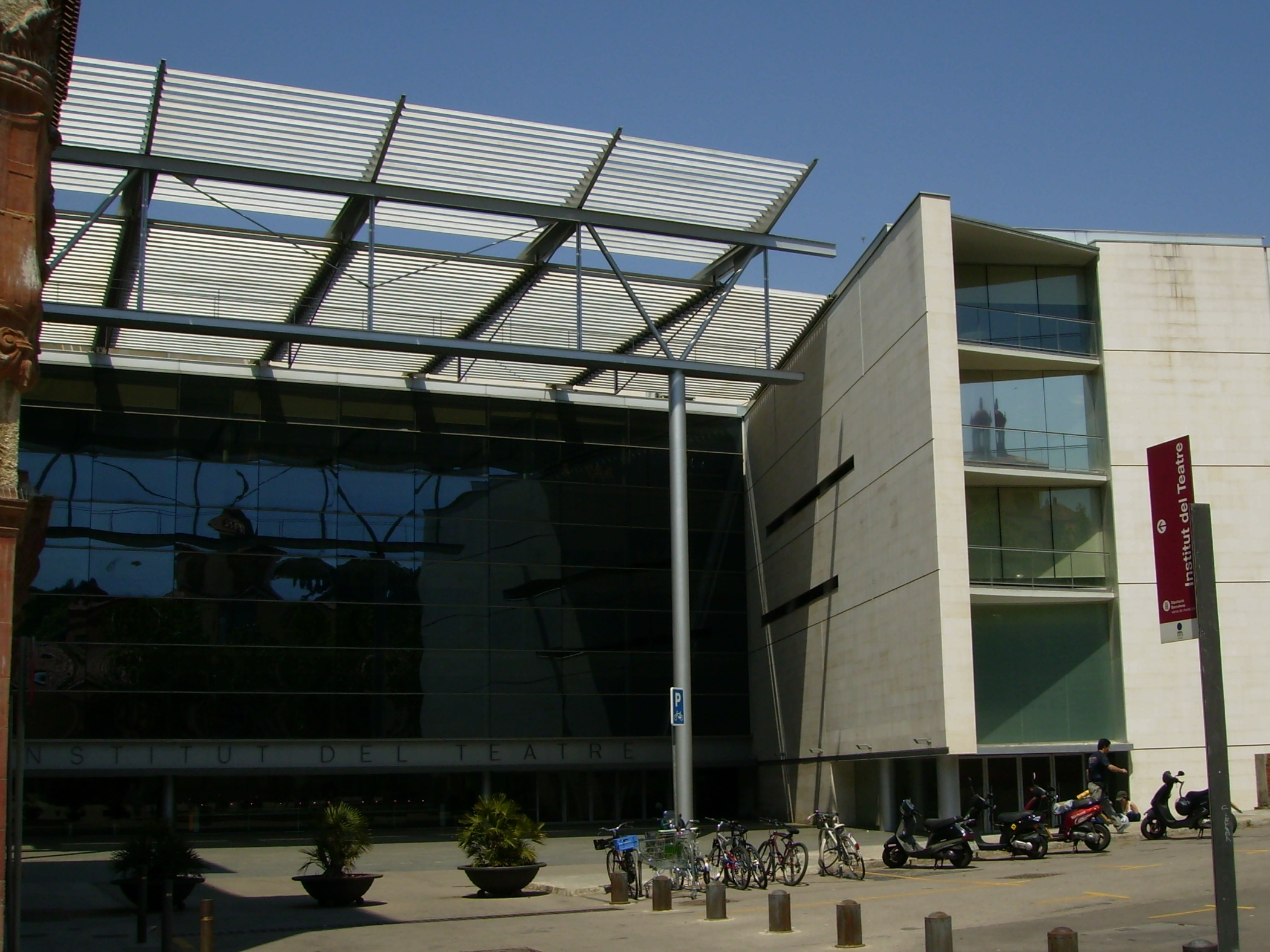
Instituto del Teatro (2001-actualidad)
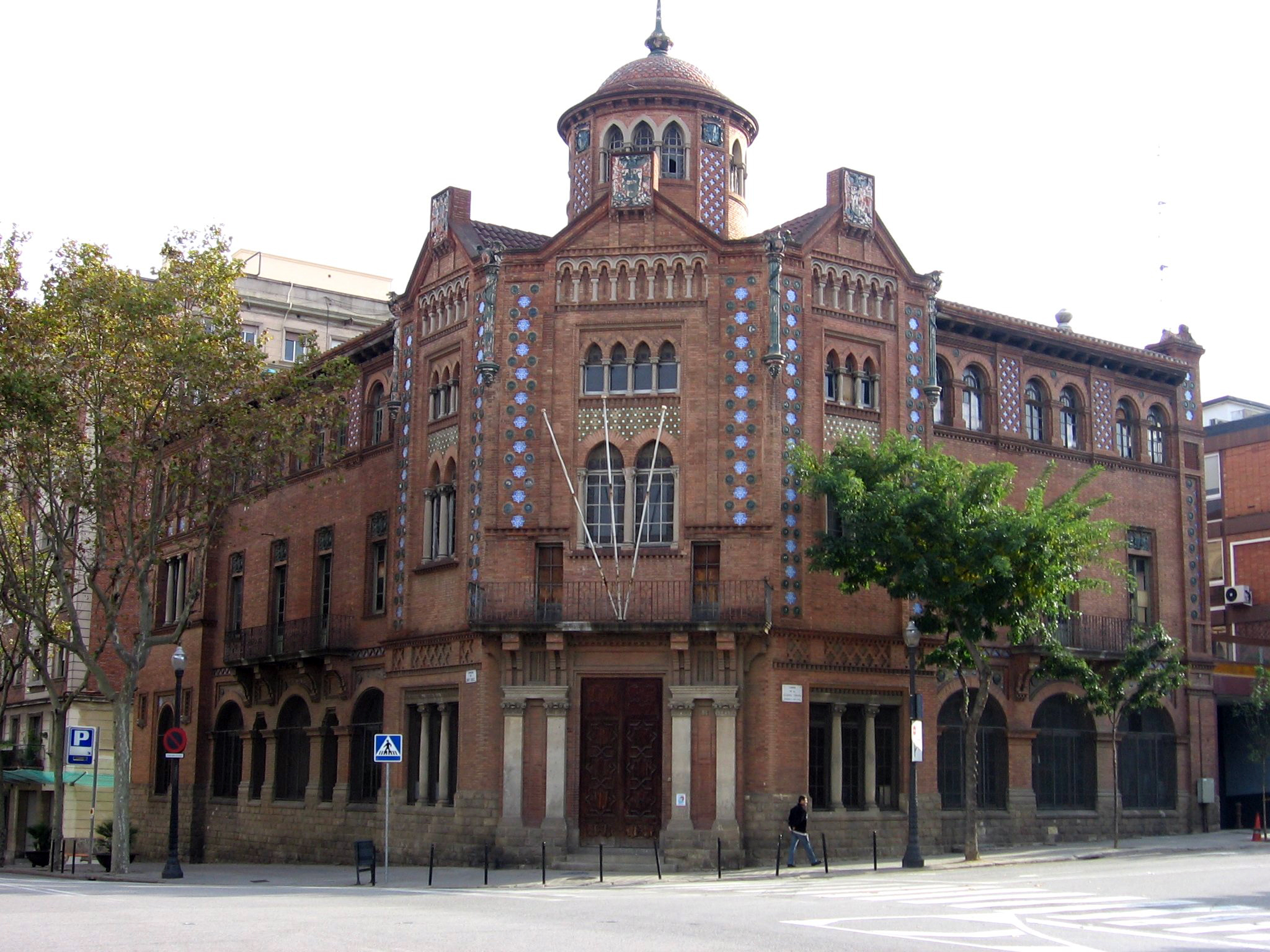
Casa de la Prensa (20??)

### Objetivo
El objetivo del museo es preservar la memoria de las artes escénicas de Cataluña, recogiendo toda la documentación asociada (textos, programas de mano, esbozos escenográficos, figurines, vestidos…), apoyando a la docencia y la investigación que se imparte en los diferentes centros docentes del Instituto del Teatro, difundir y preservar los fondos bibliográficos, museísticos y de archivo; y dar respuesta a las demandas de información sobre las artes escénicas catalanas.

### Catálogos
El MAE dispone de diferentes catálogos y recursos de consulta digital de libre acceso:
- Escena Digital: Depósito digital del fondo y colecciones de archivo y museo.[10]
- Biblioescènic: Catálogo del fondo bibliográfico y audiovisual.[11] Dentro de éste destaca la consulta del Fons Sedó, formado por más de 5.500 unidades documentales en las que se incluyen fotografías, cartas, autógrafos y 90.000 títulos teatrales, especialmente de teatro catalán y del Siglo de oro español.[12]
- Hemeroteca Digital: Punto de referencia de todo aquello que aparece en la prensa sobre el ámbito escénico catalán desde el año 2004. Se actualiza diariamente y se nutre de las noticias publicadas en el dossier de prensa del MAE.[13]
- Base de datos de espectáculos: Información sobre espectáculos, principalmente representados en Cataluña, de los últimos 20 años, organizado por obras, intérpretes y autores.[14]

El MAE publica cada año un dossier dedicado a una personalidad o temática del mundo del espectáculo que incluye todos los datos, documentos y objetos conservados al museo. Como recursos complementarios existen guías temáticas de área concreta con el fin de ayudar y orientar en la investigación de información a partir de los recursos electrónicos y del fondo. También ha colaborado en el proyecto Teatro Auri dentro de la Biblioteca Virtual Miguel de Cervantes, que trata de difundir la literatura dramática con una selección de obras completamente digitalizadas de los siglos XVI y XVII.

## Colección
El museo dispone de un fondo muy diverso en cuanto a tipología y colecciones, con más de 500.000 piezas que ha ido incorporando a lo largo de su historia. Actualmente constan 127.347 registros en la biblioteca, 128.052 al museo, 302.525 en el archivo y se han llevado a cabo un total de 74.380 digitalizaciones.

### Orígenes
De los objetos que formaban parte de la colección fundacional, cabe destacar los bocetos y teatrinos de los escenógrafos Mauricio Vilomara, Salvador Alarma, Sebastián Carreras y Oleguer Junyent, así como los figurines de Francesc Soler i Rovirosa, Apel·les Mestres y Luis Labartra, las fotografías de Audouard y Amadeu para el teatro catalán y los legados de los actores León Fontova y Iscle Soler. Entre 1955 y 1970 se incorporaron otros legados y donativos, entre los que destacan los de Alexandre Nolla, Enric y Jaume Borràs, Antonia Mercé, Carmen Tórtola Valencia y María Morera. Destaca también un trozo de hueso del dedo de Calderón de la Barca.
Más adelante, entre 1970 y 1990, se incorporaron al fondo, entre otras, la colección de miniaturas de Jaume Respall, los archivos de Adrià Gual y de Enrique Giménez, los fondos escenográficos de Ramon Batlle, Juan Morales, Artur Carbonell, Bartolí y Amadeu Asensi, así como varios objetos de los titiriteros Anglès y Didó, las marionetas de Harry Vernon Tozer y el archivo fotográfico de Pau Barceló.
En los últimos años también se han incorporado figurines de María Araujo, las castañuelas de José de Udaeta, los fondos de Fabià Puigserver, los trajes de Victoria de los Ángeles , el legado de Aurora Pons, los archivos fotográficos de Pilar Aymerich y Colita, la colección de indumentaria de Gelabert-Azzopardi y la donación del archivo de la Fura dels Baus.

### Fondos

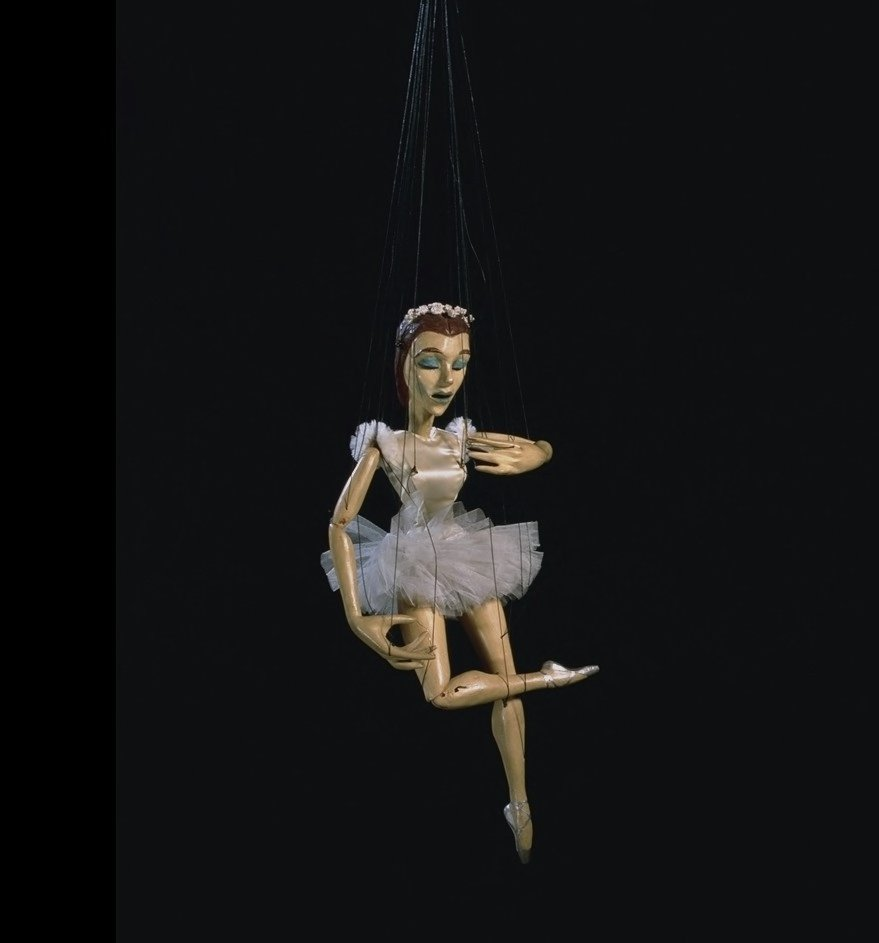
Ballarina Clàssica de Harry Vernon Tozer.

- Fondos personales: Que incluyen documentación muy diversa relacionada con la trayectoria profesional de una personalidad, como es el caso de los fondos relativos a Aurora Pons, Enric Guitart, Fabià Puigserver, Franz Joham, Gonzalo Pérez de Olaguer, Mary Santpere, Masó Majó, Mestre Cabanes, Ramon Solé y Valdívia y Xavier Regàs y Castells.
- Fondos institucionales: Provenientes de archivos de teatros, compañías y festivales de artes escénicas, donde destacan el Teatre el Molino, Teatro Real, Teatre Romea y el Centre Dramàtic Vallès.
- Fondos especiales: En esta categoría se pueden encontrar colecciones o archivos que por su tipología, origen y valor, merecen una comunicación y difusión específica, como es el caso de la colección de indumentaria de Victoria dels Àngels, la colección de castañuelas de José de Udaeta o el archivo fotográfico de temática teatral de Colita.
- Fondos bibliográficos y audiovisuales: Formado por unos 125.000 volúmenes, 5.000 manuscritos y documentación diversa como por ejemplo autógrafos, epistolarios, contratos, etc. Destacan los fondos Aureliano Fernández Guerra, que constan de 190 volúmenes con 12 obras cada uno de ellos: son impresiones y manuscritos; el fondo Emilio Cotarelo Mori que está compuesto por casi 3.000 títulos que forman una unidad tipológica del llamado "teatro menor" en ediciones raras del siglo XVII, a menudo también con anotaciones autografiadas; el fondo Ricardo Heredia y Pedro Salvà, una colección formada a mediados del siglo XIX en París por el marchante de libros. Destacan las obras de teatro menor (entremeses, loas, pasos, bailes y églogas) agrupadas en doce volúmenes de pequeño formato; el fondo Joaquin Montaner, de teatro menor de los siglos XVI y XVII; el fondo Josep Canals, empresario de diversos teatros barceloneses (Novetats, Principal, Romea i Tívoli), -de sus archivos provienen muchas obras manuscritas, inéditas, que ofrecen un buen panorama del repertorio teatral catalán del primer tercio del siglo XX-, y el fondo Lluís Millà, formado por cerca de 5.000 títulos que comprenden toda la historia del teatro catalán de los siglos XIX y XX. Otras procedencias significativas son las de la Casa García Rico y Compañía de Madrid; Enrique Giménez (incluye textos teatrales, programas, dibujos y manuscritos originales); Givanel i Mas, con algunos documentos procedentes del fondo de este notable cervantista catalán; Díaz de Escobar, con documentación sobre actores del siglo XIX y algunas comedias sueltas; Lasso de la Vega, humanista y republicano andaluz; Eduardo Marquina, con un fondo de 200 obras manuscritas e impresas; y el fondo Fernández Shaw, con un repertorio significativo de zarzuelas, entre otras. También hay acceso a la International Bibliography of Theatre & Dance.
- Fondo audiovisual: Está formado por más de 10.000 archivos de vídeo, sonido y multimedia, en crecimiento continuo, y con la finalidad de dar soporte visual y de audio al estudio, la docencia y la investigación, así como también la creación y producción de espectáculos. Se conservan las producciones propias del Institut, básicamente los talleres de teatro y danza y otras actividades como tesinas de final de carrera, seminarios, conferencias o workshops entre otros.
- Carteles: El museo conserva más de 5.000 carteles de ámbito teatral de procedencias diversas del territorio europeo desde el siglo XIX a la actualidad.  El 95% de este fondo se encuentra digitalizado a Escena Digital.
- Fondo escenográfico: Con más de 8.000 documentos, va desde el período de los pintores escenógrafos de la Barcelona de finales del siglo XIX hasta nuestros días. Destacan las obras de autores como Francesc Soler i Rovirosa, Oleguer Junyent, Salvador Alarma, Maurici Vilomara, Joan Morales, Fèlix Urgellés, Fabià Puigserver o Sigfrid Burmann. Esta colección se puede consultar a través de Escena Digital.
- Fondo de figurinismo: Formado por más de 7300 diseños creados por autores como Francesc Soler i Rovirosa, Apel·les Mestres, Trabal Altés, Álvaro Retana, Lluís Labarta, María Araujo o Alexandre Soler. Destacan los más de 1.300 figurines de Fabià Puigserver o los diseños de Marià Andreu o del dibujante de cómic Nazario.
- Colección de títeres y marionetas: Formada por 437 piezas del arte de las marionetas, donde destacan objetos de las colecciones de Didó (Ezequiel Vigués), Anglès, Guinovart, Ingeborg, Vergés y las del marionetista Harry Vernon Tozer, cubriendo especialmente el arte de las marionetas catalán de mediados del siglo XX.[20]
- Fondo de indumentaria: El MAE cuenta con un fondo de más de 850 vestidos de diferentes artistas de la escena. Destacan las colecciones de Enric Borrás, Joan Borrás, Jaume Borrás, Lola Membrives, Margarita Xirgu y Maria Espinalt, así como los de la bailarina Tórtola Valencia, Carmen Amaya, el barítono Celestino Sarobe y el tenor Francesc Víñas. Las últimas grandes incorporación han sido, en 2008, las 100 piezas de vestuario y attrezzo de la soprano Victoria de los Ángelesl y las 275 de la compañía de danza Gelabert-Azzopardi en 2013.
- Objetos: Destacan las colecciones de 292 parejas de castañuelas de José de Udaeta, 66 máscaras y 1000 objetos de magia de los hermanos Roca.
- Fondo artístico: Comprende más de 700 piezas de diversa tipología artística (dibujos, pinturas, grabados, esculturas etc.) de muy variada procedencia en la que destacan las obras de Ramon Casas, Santiago Rusiñol y Marià Andreu en el ámbito de pintura y obras de los escultores Lluís Montané, tres esculturas de la bailarina Carmen Tórtola Valencia de Joaquim Viladomat, y la escultura de Subirachs de Núria Espert.
- Archivo fotográfico: Conserva reportajes de espectáculos y fotografías de personajes relacionados con las artes escénicas y contiene más de 300.000 imágenes de espectáculos, actores, cantantes líricos, etc, donde destacan los de Andreu Basté, Pau Barceló, Pilar Aymerich, Documents Sedó, Teatre Regina, Teatro Romea, Fondo Instituto del Teatro y Colita.
- Programas de mano: Formada por cerca de 160.000 impresos de los espectáculos representados en Barcelona, Cataluña, el resto del Estado y el extranjero desde 1860 hasta la actualidad. Destaca la colección de programas de manos de teatros del Paralelo durante la posguerra (1940-1970).

### Piezas destacadas
De entre las diferentes colecciones y fondos destacan las siguientes piezas:
- Secretero del despacho de Ángel Guimerà de Gaspar Homar. 1908 ca., Fusta, 174x94x40.
- Vestido y sombrero de Margarida Xirgu para "Doña Rosita la soltera o el lenguaje de las flores" de Federico García Lorca estrenada en el Teatre Principal, 1935. Indumentaria confeccionada por Manuel Fontanals. 1935, tejido de seda, tul y flores artificiales.
- Vestido y complementos de "Radamés" para Francesc Viñas, "Aida" de Giuseppe Verdi, Gran Teatro del Liceo. Anónimo. 1903, tejido de seda, algodón e hilos metálicos.
- La Commedia dell'Arte, de Marià Andreu. 1926, óleo sobre tela. 129 x 122 cm.[21]
- Pato, de Ezequiel Vigué (Didó). Marioneta de cartón y madera. 58 x 38 x 16 cm.
- Retrato de Maria Riquelme de Santiago Rusiñol, 1895, óleo sobre tela. 185 x 90 cm.
- Tórtola Valencia en "Danza oriental" de Josep Viladomat. 1919 ca., estatua de bronce, 46x14x15 cm.
- Esbozo para la obra "Nausica". Acto I de Adrià Gual para el Teatro Eldorado de Barcelona. 6 de marzo de 1921, esbozo escenográfico, técnica mixta.
- "De la terra al sol". Acto I de Francesc Soler i Rovirosa, Opereta de magia de J.Moles y N. Manent para el Teatro Tívoli. 23 de agosto de 1879, teatrino de acuarela.
- Personaje "Cinta" de "Un lloc entre el morts" de Fabià Puigserver para el Teatre Lliure.  1 de julio de 1980, serie de figurines, técnica lápiz.
- Enric Borràs en Manelic de Ramon Casas Cuadro. 1897 ca., óleo sobre tela, 200 x 120 cm.
- Vestido oriental de Tórtola Valencia. 1913-1920 ca., Tejidos originarios de la India. Seda y algodón, bordado en hilo de seda, brillantes y espejos, vidrio e hilo metálico, flequillo de granitos de vidrio y bolitas de madera, aguja de pecho y baquelita 85 x 44 cm.
- Caballero “Tranquil o Pericu” de Jaume Anglès. 1927 ca., marioneta de madera.
- Litografía firmada y hueso de la mano de Calderon de la Barca de Antonio Gómez Cross. 1840, 49 x 32,5 cm (con marco).[22]

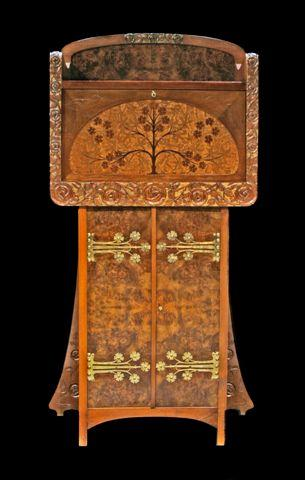
Secreter del despacho de Ángel Guimerà de Gaspar Homar
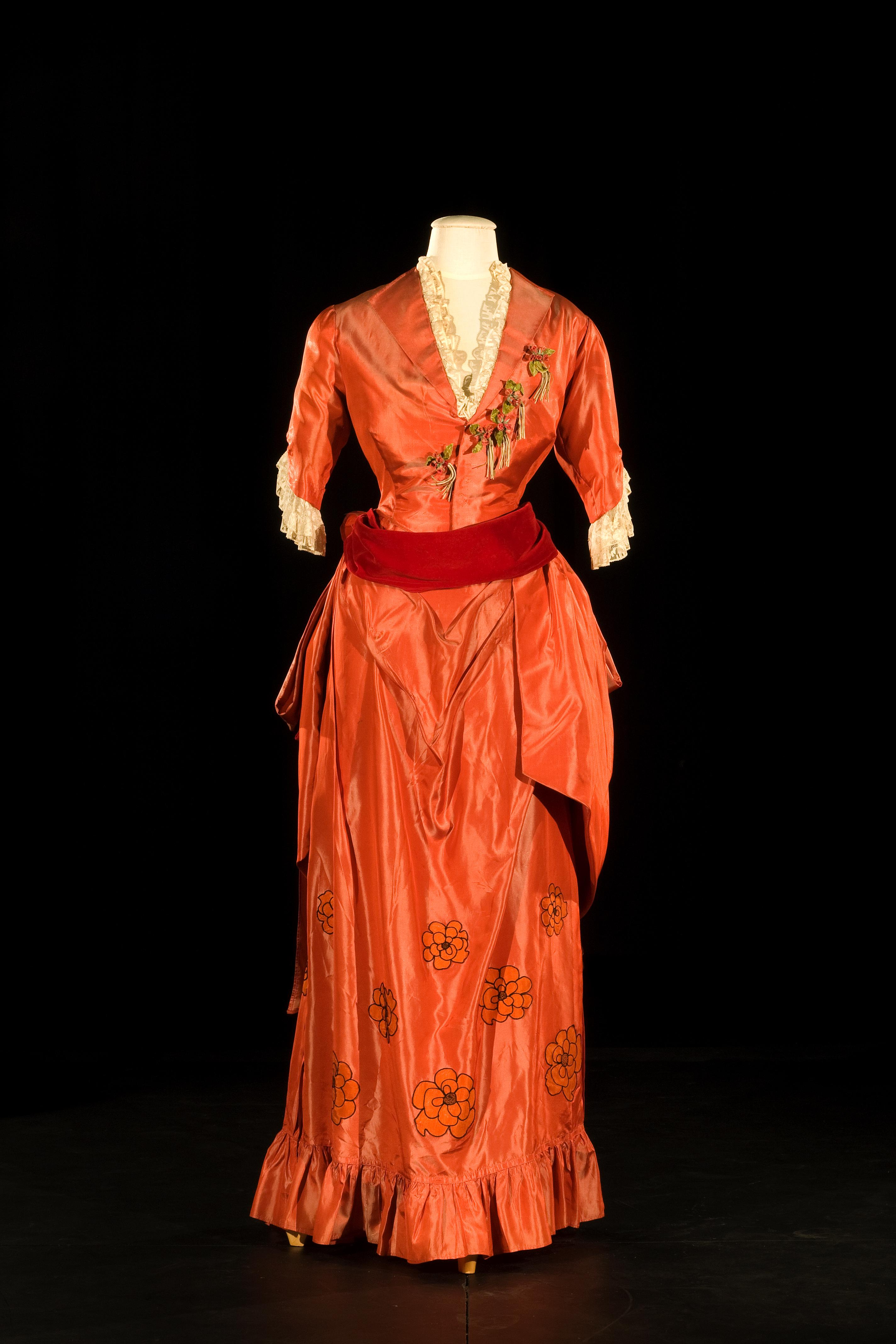
Vestido para el estreno de "Doña Rosita la soltera o el lenguaje de las flores", utilizado por Margarida Xirgu
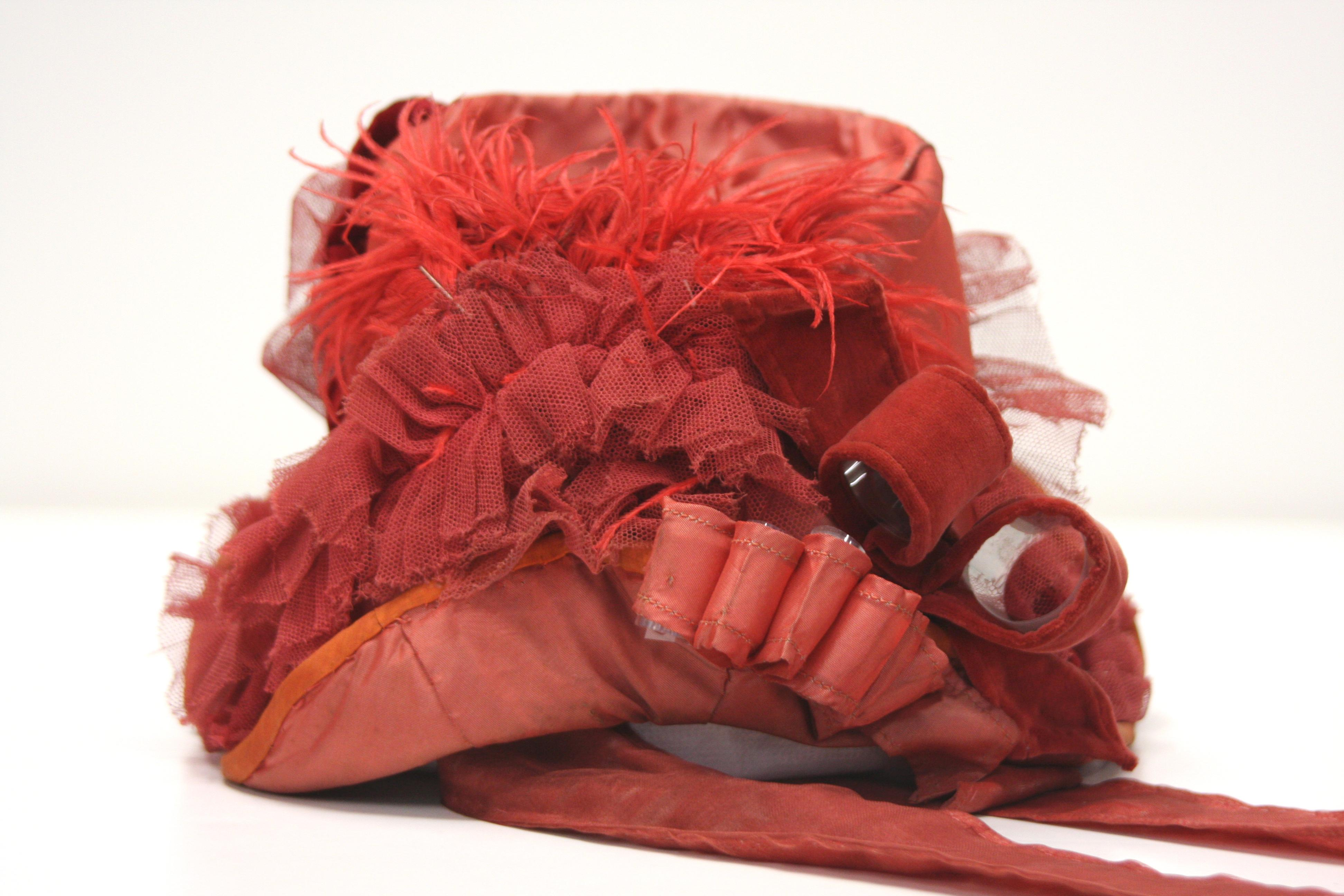
Sombrero para el estreno de "Doña Rosita la soltera o el lenguaje de las flores", utilizado por Margarida Xirgu
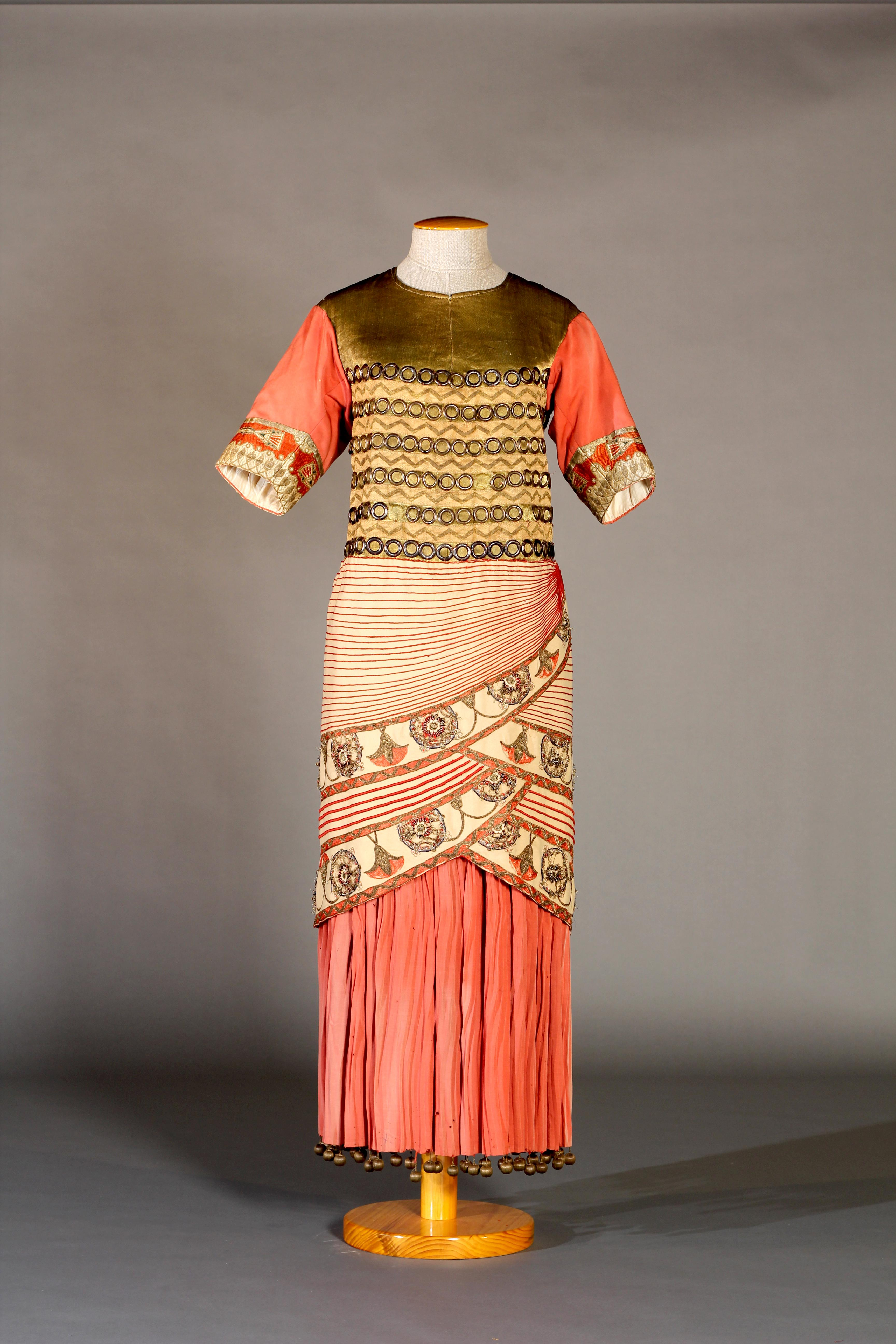
Vestido de "Radamés", utilizado por Francesc Viñas
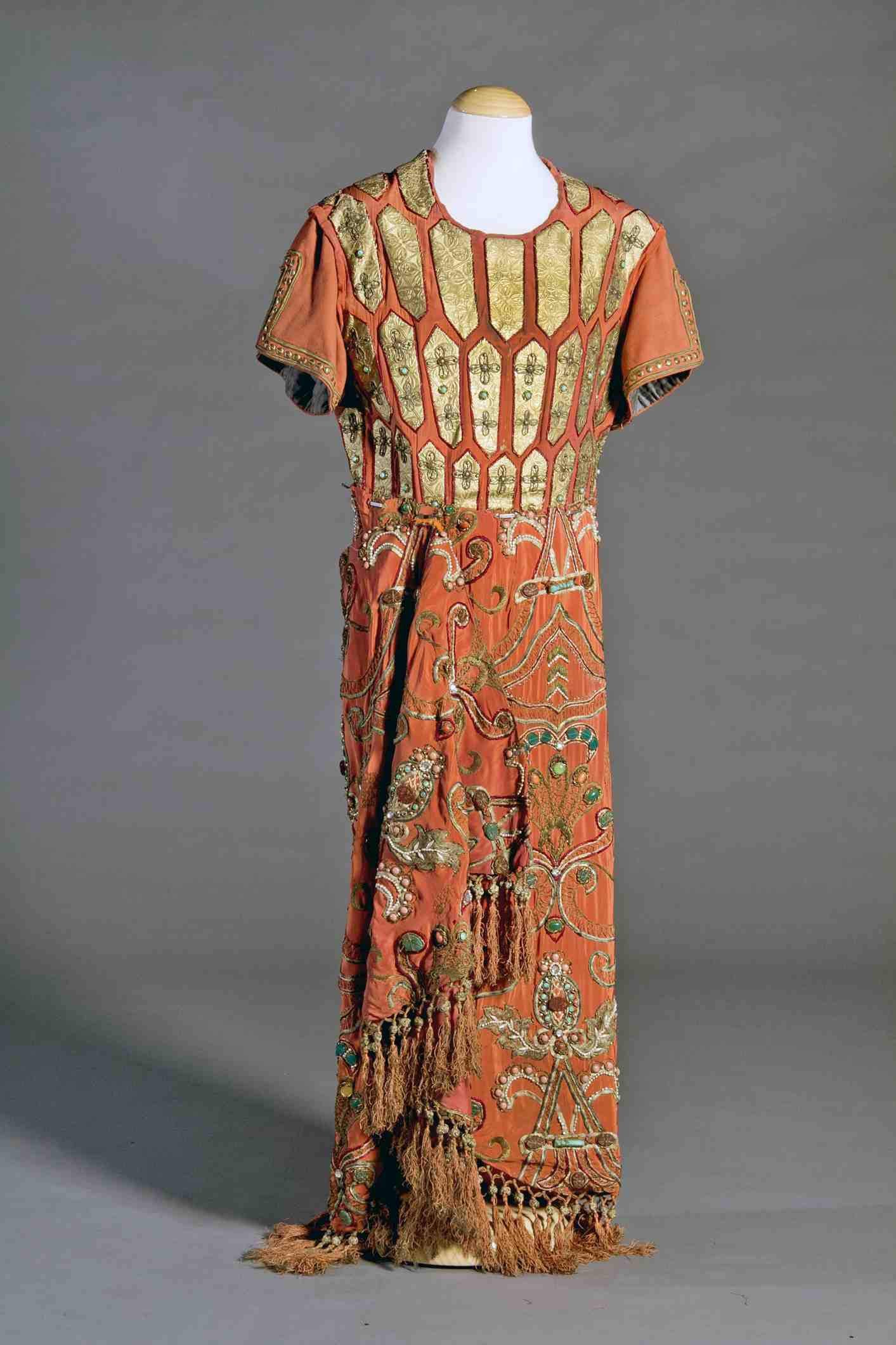
Vestido de "Radamés", utilizado por Francesc Viñas
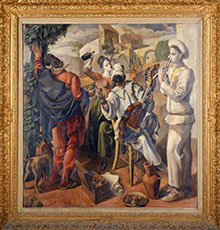
La Commedia dell'Arte de Marià Andreu i Estany
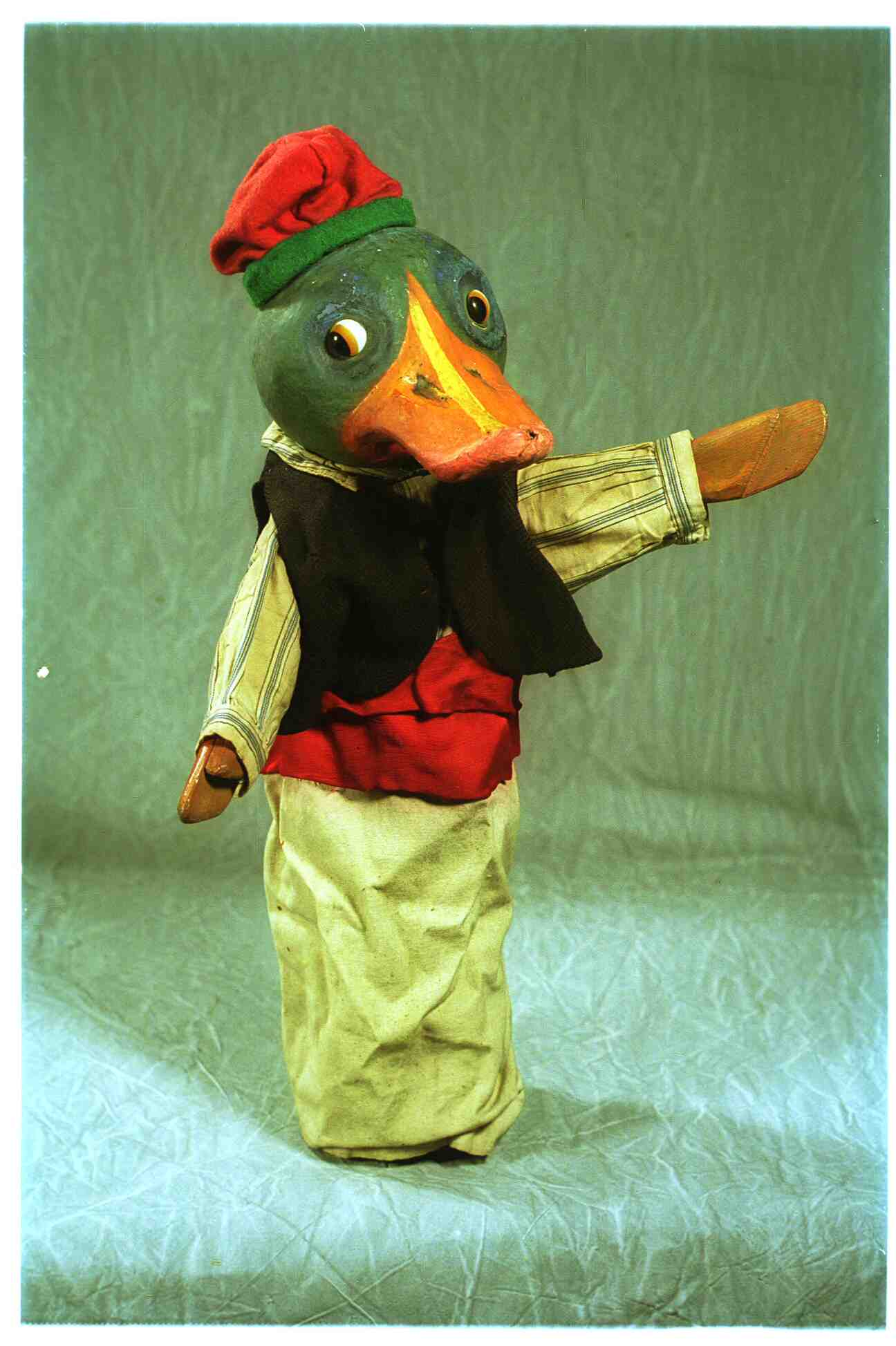
Pato de Ezequiel Vigués (Didó)
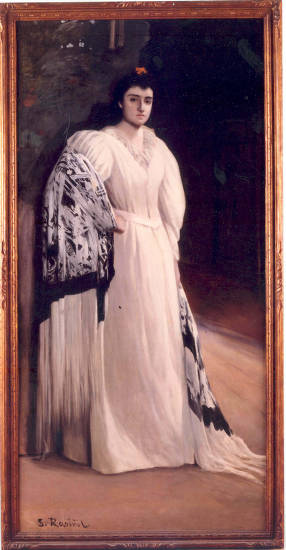
Retrato de Maria Riquelme de Santiago Rusiñol
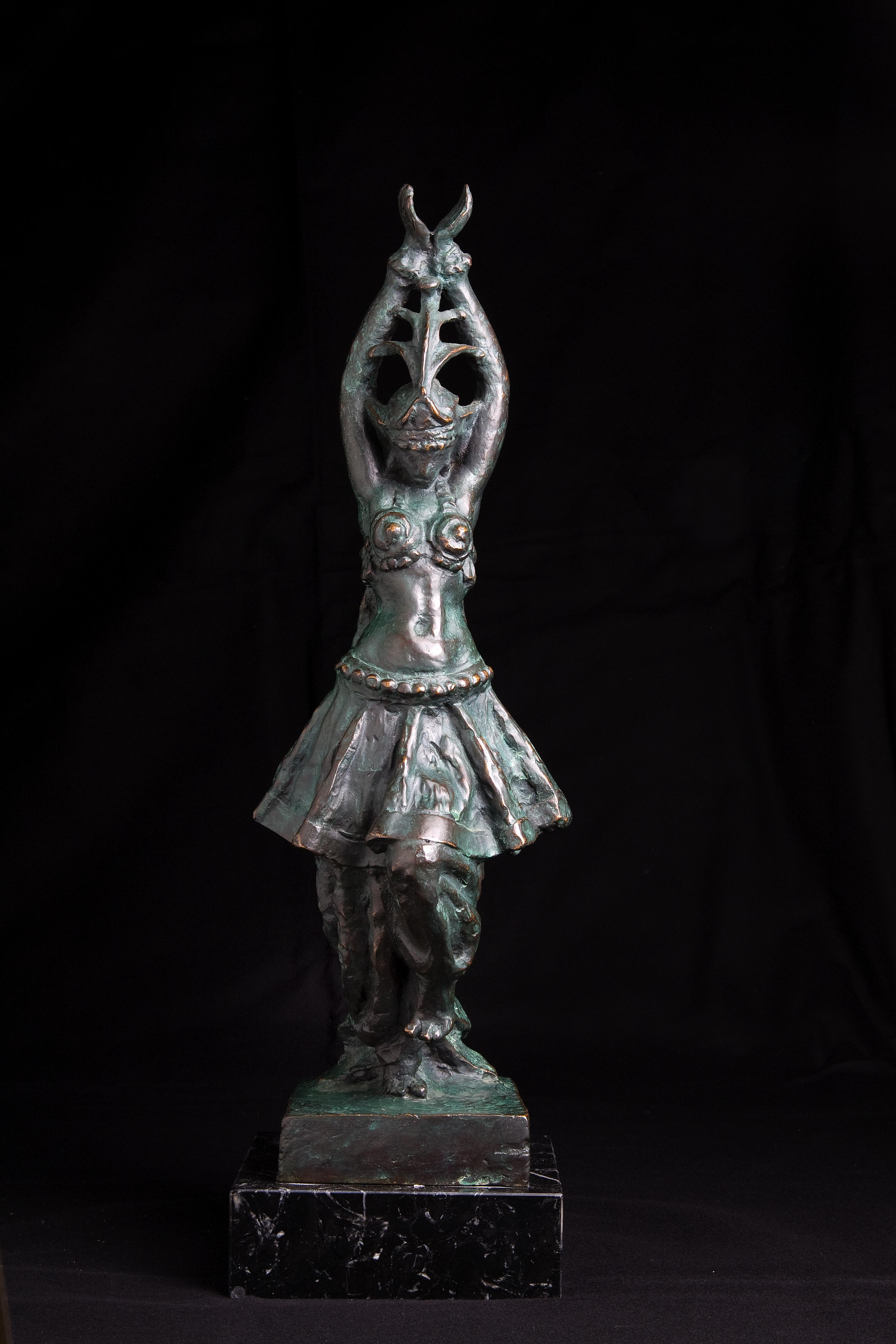
Tórtola Valencia en "Danza oriental" de Josep Viladomat
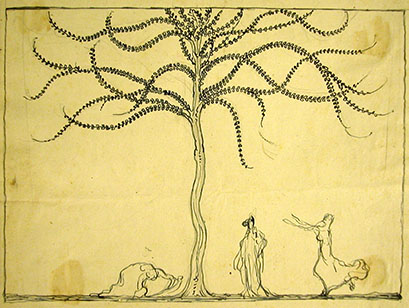
Esbozo para la obra "Nausica". Acte I de Adrià Gual
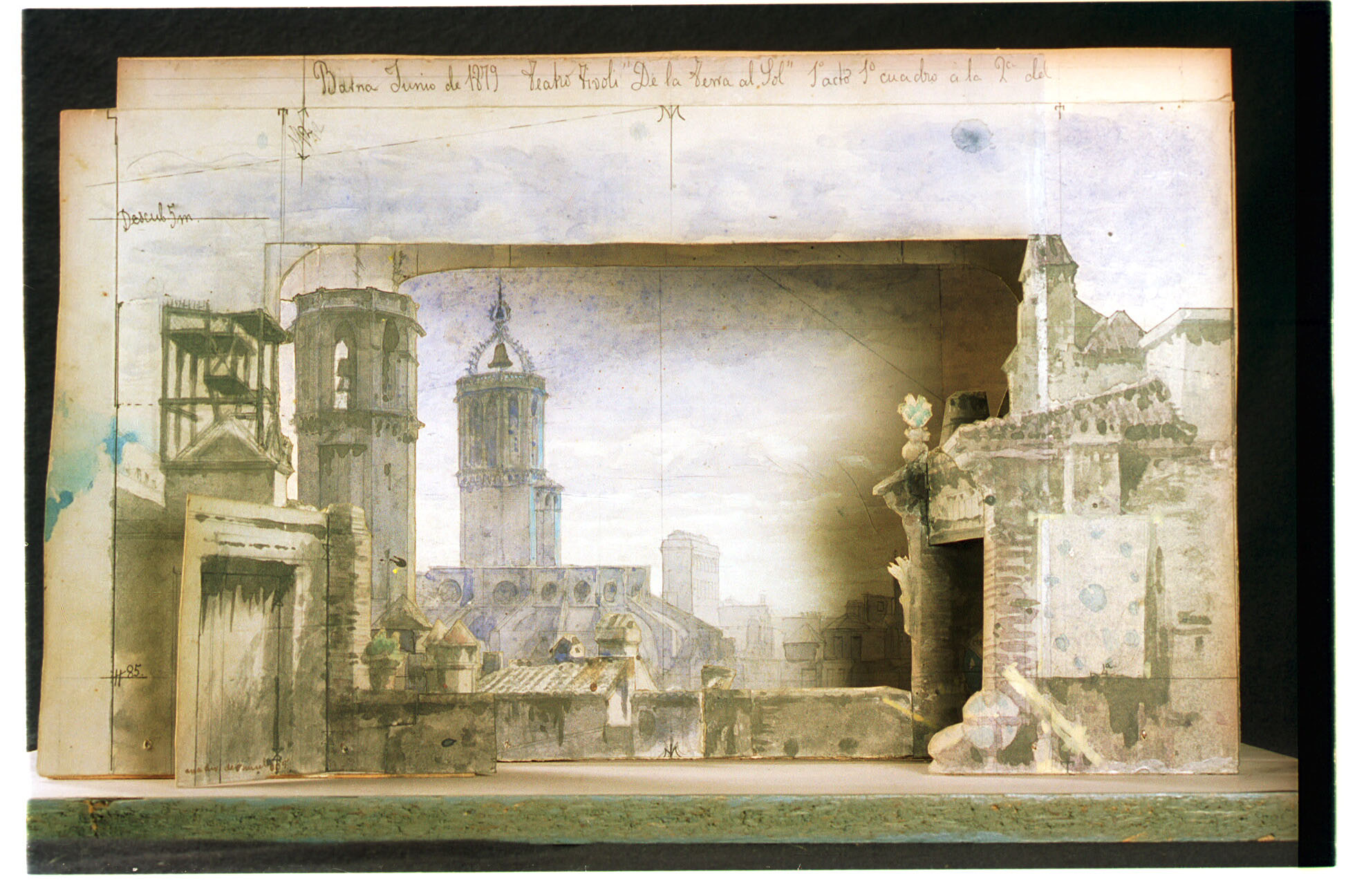
De la terra al sol. Acto I de Francesc Soler i Rovirosa
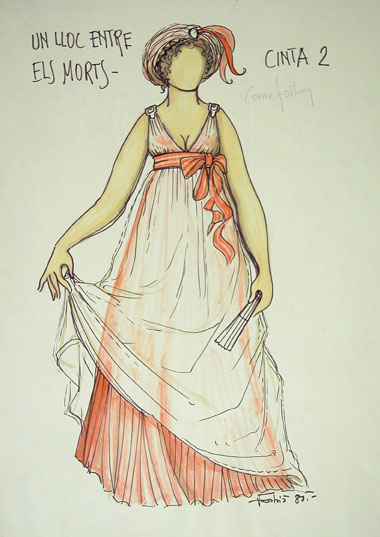
Figurín de Cinta para "Un lloc entre el morts" de Fabià Puigserver
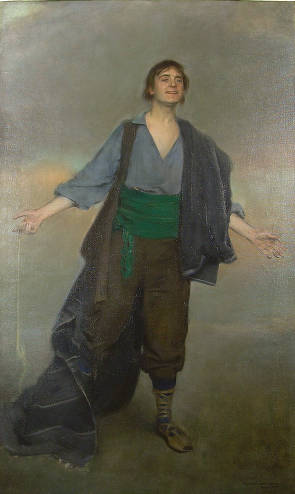
Enric Borràs como Manelic en "Terra baixa" de Ramon Casas
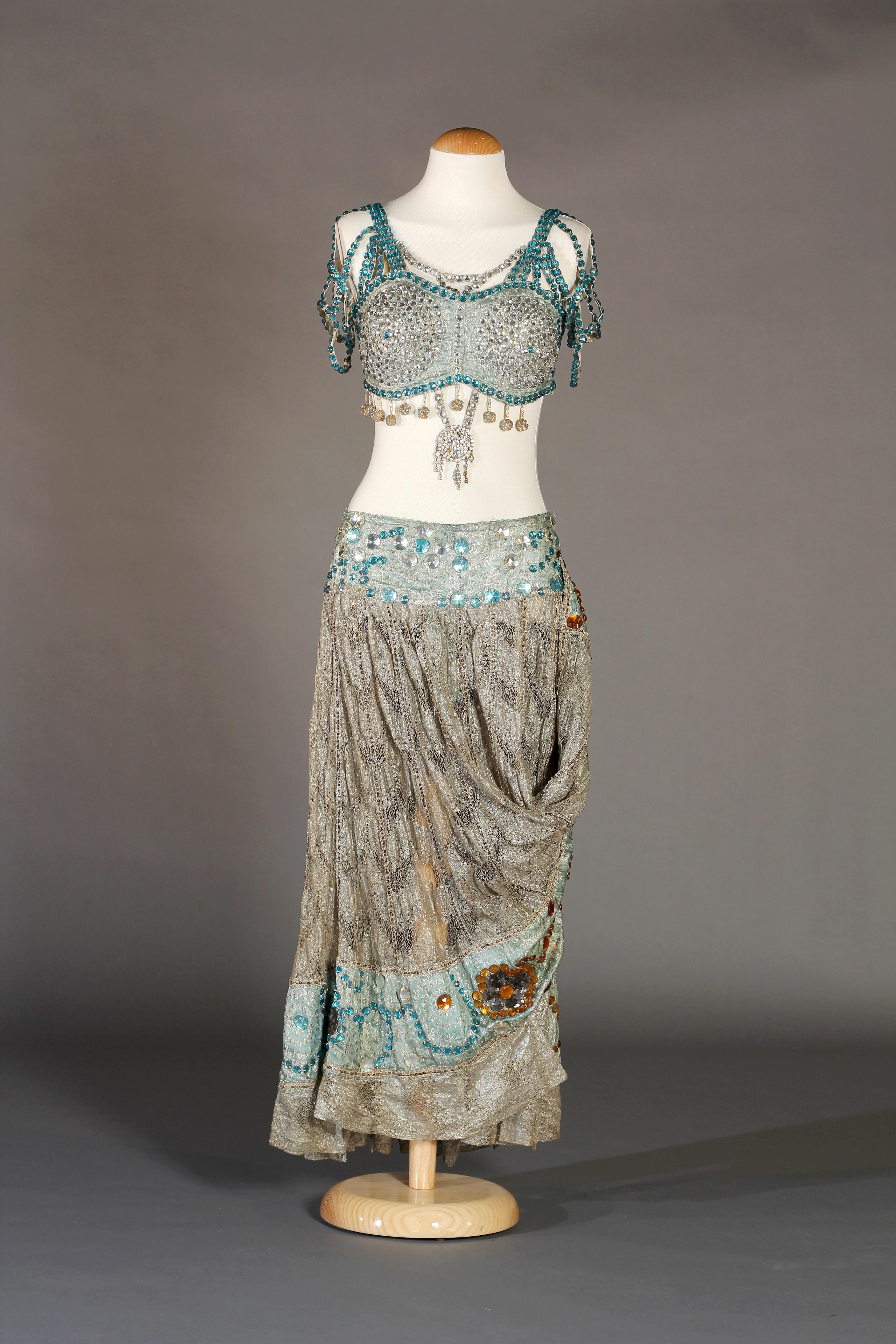
Vestido oriental de Tórtola Valencia
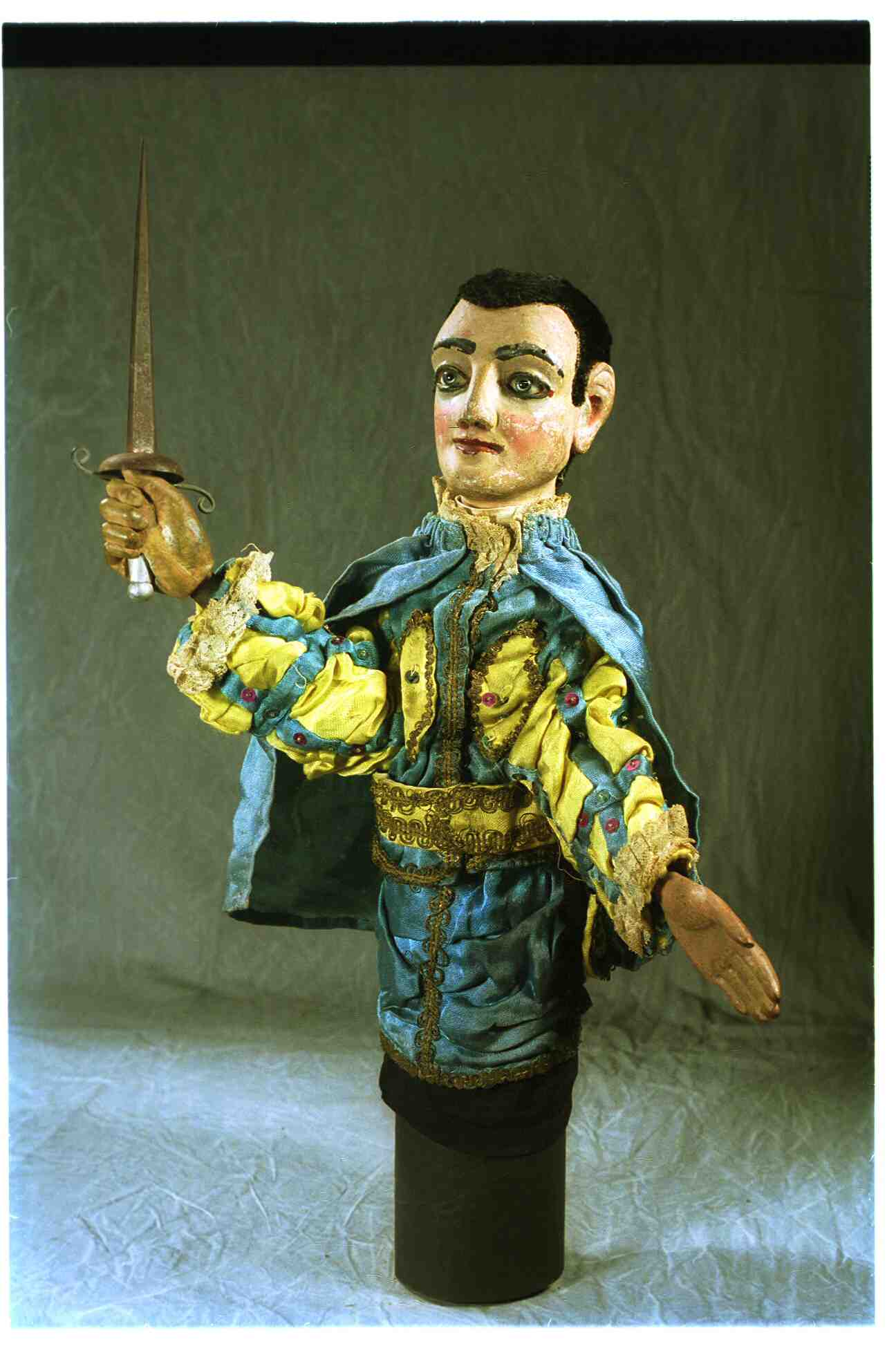
Caballero "Tranquil o Pericu" de Jaume Anglès
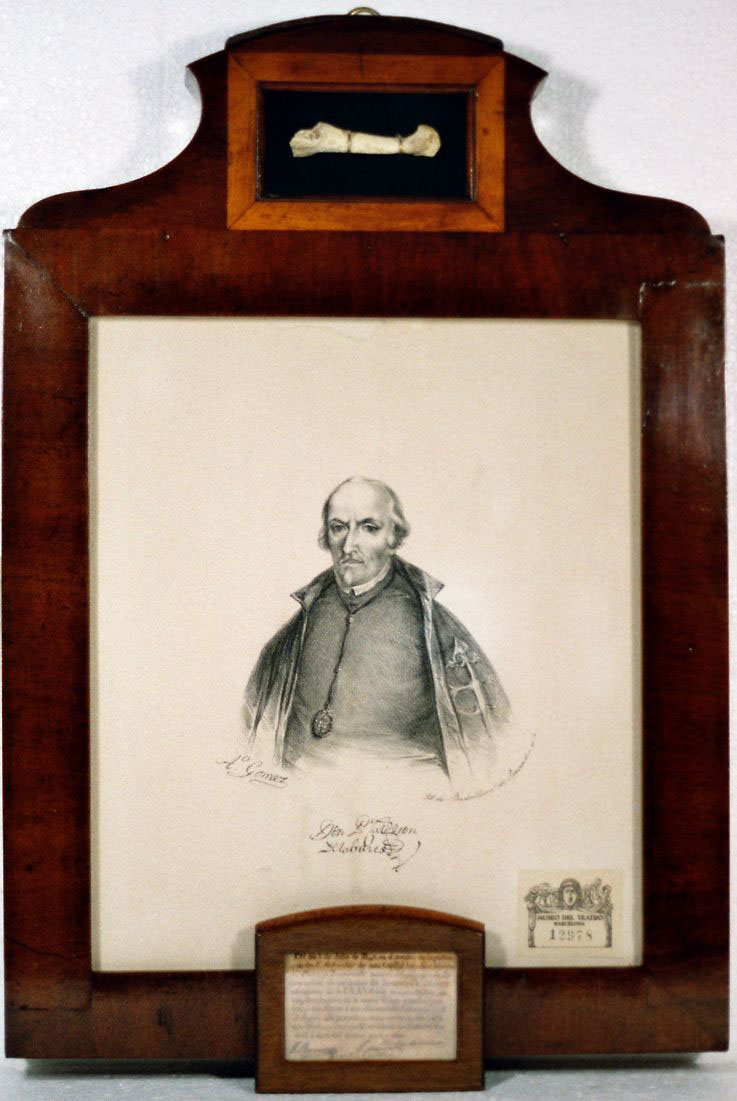
Litografía firmada y hueso de la mano de Calderon de la Barca de Antonio Gómez Cross

## Exposiciones
El museo dispone de una zona de exposición para la colección permanente "pero sobre todo difunde su fondo a través de exposiciones temporales:
- 2001 - La Creació de l'Efímer[23]

- 2001 - Teatre Auri i Espais Verdians

- 2002 - Colita, imatges de teatre i José de Udaeta

- 2003 - 40 anys de Joglars

- 2003 - Joan Magrinyà, una vida en dansa

- 2004 - Txèkhov

- 2007 - L'auca del senyor Rusiñol: la peripècia teatral d'un artista múltiple[24]

- 2007 - Art de Màgia, la col·lecció dels germans Roca[25]

- 2008 - Terra baixa

- 2009 - Recordant els Ballets Russos[26]

- 2009 - Els fons del Centre de Documentació i Museu de les Arts Escèniques (MAE) de l’Institut del Teatre

- 2010 - Personatges d'Amadeu Ferré[27]

- 2010 - Pawel Rouba, el gest que perdura[28][29]

- 2010 - Mestres Cabanes, escenògraf[30]
- 2011 - IDN: Imatge, Dansa i Nous mitjans[31]
- 2011 - Pau Barceló. L'escena en imatges (1954-1990)[32]

- 2011 - Fabià Puigserver, teatre d'art en llibertat[33][34]
- 2011 - 10 anys de l'EESA/CPD de l'Institut del Teatre[35]
- 2011 - Circ. La suma de totes les arts escèniques[36]
- 2013 - Joan Maragall, el poeta extasiat[37]
- 2013 - Teatres en risc. Observatori d'espais Escènics 2007-2012: cartografies teatrals i teatres en risc[38]
- 2013 - Adrià Gual (1872-1943), el perfum d'una època[39]
- 2013 - Aules obertes d'escenografia[40]
- 2013 - Gelabert-Azzopardi, cartells[41]
- 2014 - Institut del Teatre. Els primers 100 anys[42][43]
- 2014 - Serafí Pitarra (1864-1866)[44]
- 2014 - Audouard i Amadeo, fotografies d'escena[45][46]
- 2014 - Mariaelena Roqué, despulles despullades[47]
- 2015 - Capturar l'alè. Festival IF Barcelona[48]
- 2015 - La Memòria de les Arts Efímeres[49]
- 2016 - Antonio Gades. 50 años de danza española[50]
- 2016 - Paral·lel. Una nova societat de l’espectacle en el primer terç del segle XX[51]
- 2016 - Tot recordant a Rosa Novell[52]
- 2016 - L’aventura nord-americana de Maria Rosa de Guimerà[53]
- 2016 - Ànima. Fotografies d’Albert Nel·lo[54]